# 子逋斯话
子逋斯话或大箐彝语是一种最近发现的在中国云南省鹤庆县使用的彝语。子逋斯话在鹤庆县朵美乡大箐村上石岩(Castro, et al. 2010)使用；sɨ21 pʰɨ̪21 sɨ55话则在金墩乡磨光村吉地坪。跨恩斯话中将他们称为zɨ21 pɯ55 sɨ55（子逋斯）。